# 牟婁郡
- 令制国一覧 > 南海道 > 紀伊国 > 牟婁郡
- 日本 > 近畿地方 > 和歌山県・三重県 > 牟婁郡

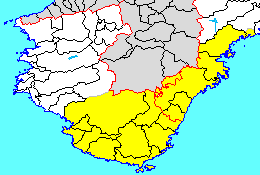
和歌山県・三重県牟婁郡の範囲

牟婁郡（むろぐん）は、和歌山県・三重県（紀伊国）にあった郡。

## 郡域
現在の下記の区域にあたるが、行政区画として画定されたものではない。
和歌山県
- 西牟婁郡・東牟婁郡の全域
- 新宮市の全域
- 田辺市の大部分（龍神村各町を除く）

三重県
- 北牟婁郡・南牟婁郡の全域
- 尾鷲市・熊野市の全域
- 度会郡大紀町の一部（錦）

紀伊国および南海道で最大の面積を有する郡であった。

## 古代
牟婁郡の名が歴史上初めて登場した時期は孝徳天皇の在位中（645年 - 654年）である。当初は紀伊国（紀伊国造）牟婁郡で、紀伊国最南端に位置し、南は熊野国と接していた。その当時の郡域は旧田辺市と一致していた。令制国成立に伴い紀伊国造が熊野国造を編入し、新たに紀伊国となった。この時に熊野国の領域は紀伊国牟婁郡に編入された。古代の牟婁郡は今の北牟婁郡（紀北町）・尾鷲市を含まれておらず、現在の奈良県上北山村と下北山村を含んでいた。平安時代の牟婁郡の郷は和名類聚抄に神戸郷・岡田郷・牟婁郷・栗栖郷・三前郷が記載されているが、熊野国造でなく紀伊国造の領域であったのは牟婁郷のみである。
「熊野」に類する地名は奈良盆地の周辺に与えられる例が多い。「熊」という字は由来が「隈」、すなわち「奥まった所」を意味する地名と考えられ、国家の中心地から遠い辺境の地と見なされていたことが推察される。
牟婁の由来である「室」は「周りを囲まれた所」を意味し、三方を山に囲まれた田辺湾を指す地名である。
広大な郡が成立した背景には辺境の地であり人口が少なく平地が乏しいという地理的要因が存在する。
牟婁郡の郡衙の位置は現田辺市稲成町の下村遺跡・西沖代遺跡付近と推定されている。

### 式内社
『延喜式』神名帳に記される郡内の式内社。
| 神名帳                     | 神名帳           | 神名帳 | 神名帳           | 比定社                   | 比定社                     | 比定社     | 集成 |
| 社名                       | 読み             | 格     | 付記             | 社名                     | 所在地                     | 備考       | 集成 |
| -------------------------- | ---------------- | ------ | ---------------- | ------------------------ | -------------------------- | ---------- | ---- |
| 牟婁郡 6座（大2座・小4座） |                  |        |                  |                          |                            |            |      |
| 熊野早玉神社               | クマノハヤタマノ | 大     |                  | 熊野速玉大社             | 和歌山県新宮市新宮         |            |      |
| 熊野坐神社                 |                  | 名神大 |                  | 熊野本宮大社             | 和歌山県田辺市本宮町       |            |      |
| 海神社 三座                | アマノ           | 小     |                  | （論）潮崎本之宮神社     | 和歌山県東牟婁郡串本町串本 |            |      |
| 海神社 三座                | アマノ           | 小     | （論）海神社     | 和歌山県田辺市本宮町本宮 | 大斎原末社                 |            |      |
| 天手力男神社               | アメタチカラヲノ | 小     |                  | （論）海神社             | 和歌山県田辺市本宮町本宮   | 大斎原末社 |      |
| 天手力男神社               | アメタチカラヲノ | 小     | （論）力侍神社   | 和歌山県和歌山市川辺     |                            |            |      |
| 天手力男神社               | アメタチカラヲノ | 小     | （論）手力男神社 | 和歌山県新宮市新宮       | 熊野速玉大社境内社         |            |      |
| 凡例を表示                 |                  |        |                  |                          |                            |            |      |

## 中世
三重県北牟婁郡紀北町と尾鷲市、度会郡大紀町の錦地区は、元は志摩国英虞郡の一部であった。天正10年（1582年）に新宮城主の堀内氏善が、荷坂峠より南側のこれら地域を紀伊国牟婁郡に編入した。

## 近世
所属町村の変遷は西牟婁郡#郡発足までの沿革、東牟婁郡#郡発足までの沿革、南牟婁郡#郡発足までの沿革、北牟婁郡#郡発足までの沿革をそれぞれ参照
- 「旧高旧領取調帳」に記載されている明治初年時点での支配は以下の通り。（403村54浦） 
  - 後の西牟婁郡域（143村12浦） - 紀伊和歌山藩、紀伊田辺藩[4]
  - 後の東牟婁郡域（167村6浦） - 紀伊和歌山藩、紀伊新宮藩[5]
  - 後の南牟婁郡域（77村14浦） - 紀伊和歌山藩、紀伊新宮藩
  - 後の北牟婁郡域（16村22浦） - 紀伊和歌山藩

## 近代
- 明治4年
  - 7月14日（1871年8月29日） - 廃藩置県により、藩領が和歌山県、新宮県、田辺県の管轄となる。
  - 11月22日（1872年1月2日） - 第1次府県統合により、概ね熊野川・北山川以東が度会県、残部が和歌山県の管轄となる。
- 明治9年（1876年）4月18日 - 第2次府県統合により、度会県牟婁郡が三重県の管轄となる。
- 明治12年（1879年）
  - 1月20日 - 郡区町村編制法の和歌山県での施行により、牟婁郡のうち、田辺城下ほか1町137村12浦に西牟婁郡が、新宮ほか1町165村6浦に東牟婁郡がそれぞれ行政区画として発足。三重県牟婁郡は存続。
  - 2月5日 - 郡区町村編制法の三重県での施行により、牟婁郡のうち、木本浦ほか75村14浦に南牟婁郡が、尾鷲南浦ほか13村19浦に北牟婁郡がそれぞれ行政区画として発足。同日牟婁郡廃止。

## 呼称
鎌田純一によると「ムロ」とは神のこもる地との意味であるとする。
和名類聚抄によると同名の地域が、大和国の葛上郡牟婁郷（現：奈良県御所市室）に存在した。
古代の朝鮮半島西部（現：全羅道高敞郡・霊光郡・務安郡付近）には当時の倭人の活動圏内に牟婁と呼ばれる同名の地域が存在しており、日本書紀では百済への任那四県割譲事件（西暦512年）において四県のうちのひとつとして牟婁県の地名が記述されている。また、西暦414年に建立された広開土王碑には、396年に広開土王が倭国百済軍を破り、高句麗領とした地域として牟婁城・古牟婁城の地名が刻まれている。